# Stevia (género)
Stevia es un género de plantas fanerógamas perteneciente a la familia de las asteráceas. Comprende más de 500 especies descritas y de estas unas 250 aceptadas.
- Advertencia: Es un género difícil y mal conocido que necesita una revisión moderna para intentar resolver problemas infragenéricos de, entre otros, hibridación y apomixis.[4]

## Descripción
Son generalmente plantas herbáceas  o matas perennes de tallos erectos y ramificados en la mayoría de las especies. Las hojas son habitualmente opuestas y, en algunas especies, alternas; tienen usualmente limbo de lineal hasta orbicular, de márgenes enteros a serrados/dentados, raramente profundamente lobulados. La inflorescencia es corimbosa, difusa o densa, en el ápice de las ramas. El involucro, de 1-3mm de diámetro es cilíndrico, raramente acampanado, estrechado en la base, con 5 brácteas lineales o elípticas iguales o subiguales en una sola fila; el receptáculo del capítulo es plano o algo convexo y glabro. Hay 5 flósculos de color blanco, o lavando a purpúreo, ocasionalmente de base y ápice de distincto color; la corola, pentafida, tiene la garganta algo más ancha y habitualmente con pelos o glándulas exteriormente y pelos erectos del lado interno. Los lóbulos de dicha corola son triangulares u ovalado-oblongos densamente papillosos interiormente y de menos de 2 mm de largo. El estilo, bífido de brazos filiformes, es papilloso. Las cipselas son estrechamente fusiformes a prismáticas, fuertemente penta-costilladas; tienen un carpopodio distinto corto y el vilano, persistente, es una corona de 5 escamas obtusas libres o soldadas, a menudo acompañada de 1 hasta más de 30 aristas/cerdas; cada capítulo puede tener 1 o 2 cipselas con un vilano más reducido.

## Hábitat y distribución
En estado silvestre crece en terrenos arenosos, poco fértiles y de buen drenaje; es ligeramente acidófila.
El género es nativo de regiones subtropicales y tropicales de Sudamérica, Centroamérica y México, con varias especies que pueden ser encontradas tan al norte como Arizona, Nuevo México y Texas.

## Taxonomía
El género fue creado y descrito por Antonio José Cavanilles y publicado en Icones et Descriptiones Plantarum, vol.  4(1), p. 32 Archivado el 4 de marzo de 2016 en Wayback Machine., pl. 354 Archivado el 4 de marzo de 2016 en Wayback Machine., 1797. La especie tipo es Stevia salicifolia Cav., 1797.
Etimología
- Stevia: En honor al botánico español Pedro Jaime Esteve (1500–1556), profesor de Física y Matemáticas en la Universidad de Valencia, que investigó por primera vez Stevia rebaudiana,[6] entre otras plantas que llegaron de América a Valencia.

## Usos
Una de sus especies, Stevia rebaudiana, ha sido cultivada y utilizada como edulcorante y como planta medicinal por el pueblo guaraní durante al menos 1500 años y por un tiempo indeterminado por otras poblaciones de Brasil y Paraguay.
Sus hojas tienen una capacidad edulcorante entre 30 y 45 veces mayor que la de la sacarosa (el componente principal del azúcar). Estas hojas pueden ser consumidas frescas, en infusión o como ingrediente dentro de la comida.
Es referida como el azúcar peregrina del Cusco en el libro "Fiestas de Lima"  (1632) y usada como ingrediente principal en la preparación de postres y dulces en las celebraciones por el nacimiento del heredero al trono de España. 
Las hojas de las plantas de este género tienen un dulzor más tenue al principio de su degustación y una duración más larga que los del azúcar común, aunque algunos de sus extractos pueden tener un sabor amargo o con un gusto parecido a los de las plantas de la especie Glycyrrhiza glabra en altas concentraciones.[cita requerida]
Las investigaciones médicas que se han realizado acerca de ciertas especies del género han demostrado sus posibles beneficios en el tratamiento de la obesidad y la hipertensión arterial. El consumo de los extractos de sus plantas tiene un efecto insignificante sobre los porcentajes de glucosa en la sangre, lo que también hace atractivos a estos para usos no medicinales como edulcorantes naturales.[cita requerida] Se utiliza ampliamente como edulcorante en Japón, Perú, Chile, México y Colombia. Está disponible en Canadá como un suplemento dietético.[cita requerida]
En 2006, los datos de investigación recopilados en la evaluación de seguridad publicado por el Organización Mundial de la Salud no encontraron efectos adversos.
En 2011, la FDA y la EFSA dieron su aprobación a la Stevia como aditivo alimentario (E960) y edulcorante apto para su comercialización y uso combinado con lácteos, carnes, frutas, helados, entre otros. Publicado en el Diario Oficial de la Unión Europea L295/205.

## Cultivos
Requiere días largos, y mucho sol. Para efectos agrícolas se prefiere emplear esquejes, suelo de textura ligera e irrigar con frecuencia durante el período seco. La cosecha se realiza justo antes de la floración, para mantener la máxima concentración posible de edulcorante en las hojas.[cita requerida]

## Especies aceptadas
- Véase: Anexo: especies del género Stevia (Asteraceae)

Especies descritas en esta Wikipedia
- Stevia alatipes  B.L.Rob.
- Stevia rebaudiana (Bertoni) Bertoni